# اوش‌لوسا
اوش‌لوسا (به سوئدی: Örslösa) یک منطقهٔ مسکونی در سوئد است که در بخش لیدشوپینگ واقع شده‌است. اوش‌لوسا ۰٫۴۱ کیلومتر مربع مساحت و ۳۰۷ نفر جمعیت دارد.